# Ragnar Troell
Åke Ragnar Troell, född 27 september 1914 i Lund, död 2 januari 2000 i Malmö, var en svensk ingenjör. Han var son till överingenjör Otto Troell (1882–1946) och sonson till byggmästare Jöns Troell.
Efter studentexamen i Eslöv 1936 utexaminerades Troell från Kungliga Tekniska högskolan i Stockholm 1939. Han var driftsingenjör vid Reymersholms gamla industriaktiebolag 1939–1946 och anställdes sistnämnda år vid Skånska Cement i Malmö, där han var överingenjör vid tekniska avdelningen från 1959.